# Термодимова апаратура
Термодимова апаратура (ТДА) - система постановки димових завіс на вітчизняних танках, заснована на принципі випаровування палива з гарячих деталей двигуна (лопаток турбіни газотурбінного двигуна або випускного колектора дизельного) з подальшою конденсацією в атмосфері в білий туман.
Через особливості системи, її функціонування можливе тільки під час роботи двигуна під навантаженням в русі, так як при роботі двигуна на холостому ходу кількості тепла, що виділяється в процесі роботи, може не вистачити для випаровування палива.
Дана система використовується при роботі двигуна на дизельному паливі. При цьому не рекомендується використовувати ТДА безперервно більше 10 хвилин, а між включеннями повинно проходити 3-5 хвилин для забезпечення видалення надлишків палива з вихлопної системи.
Витрата робочого тіла - 10 л/хв.